# Roseland (Louisiane)
Pour les articles homonymes, voir Roseland.
La ville de Roseland est située dans la paroisse de Tangipahoa, dans l’État de Louisiane, aux États-Unis. Sa population s’élevait à 1 123 habitants lors du recensement de 2010, estimée à 1 220 habitants en 2016.

## Source
- (en) Cet article est partiellement ou en totalité issu de l’article de Wikipédia en anglais intitulé « Roseland, Louisiana » (voir la liste des auteurs).